# 伊尔姆公园
伊尔姆公园（Park an der Ilm）是一个大型景观园林，位于德国图林根州魏玛。它创建于18世纪，受到歌德的影响，保留至今。1998年，它作为古典魏玛的一部分，被列为世界遗产。
该公园位于长1公里的伊尔姆河两岸。

## 图片

Park architecture
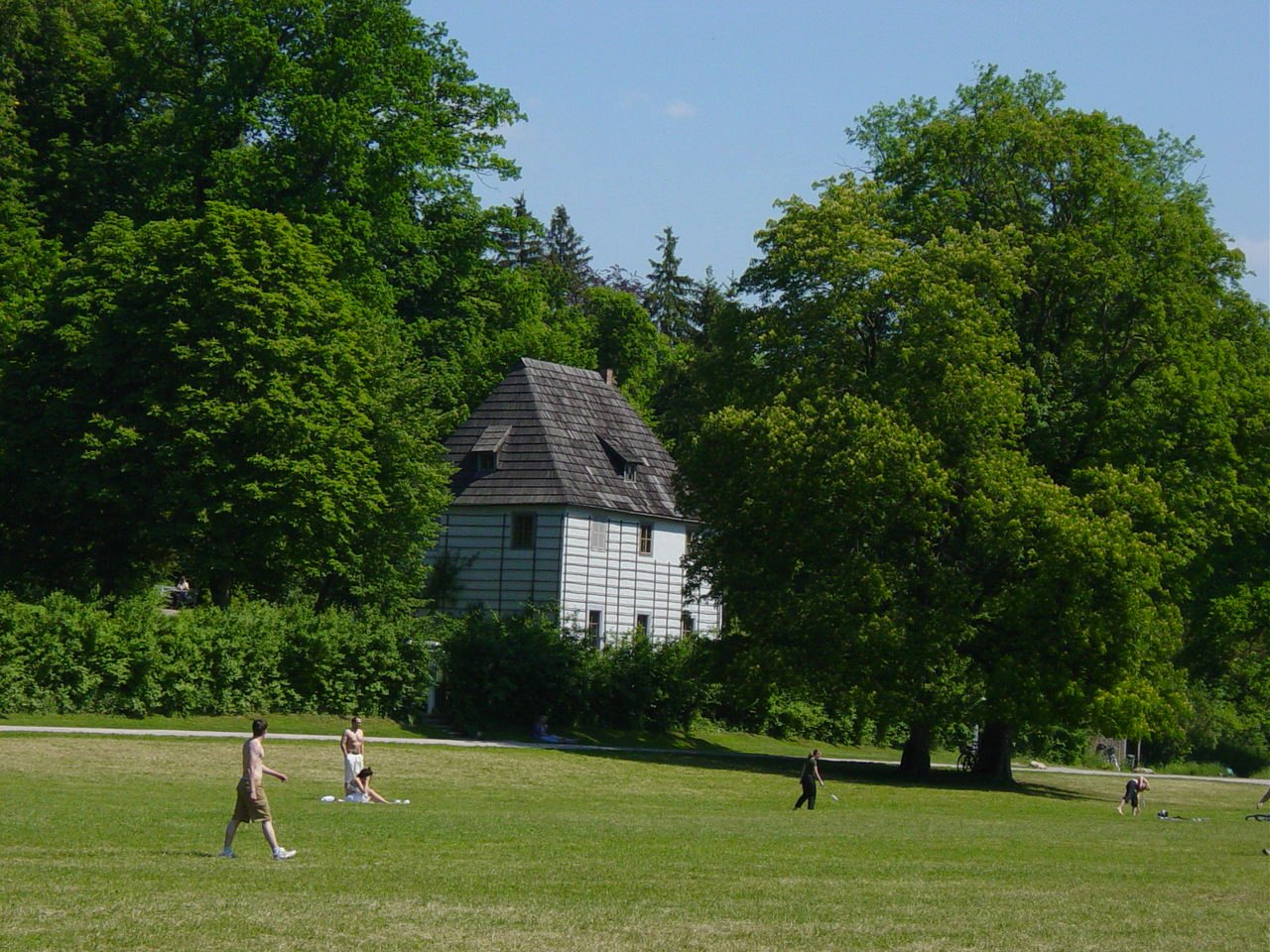
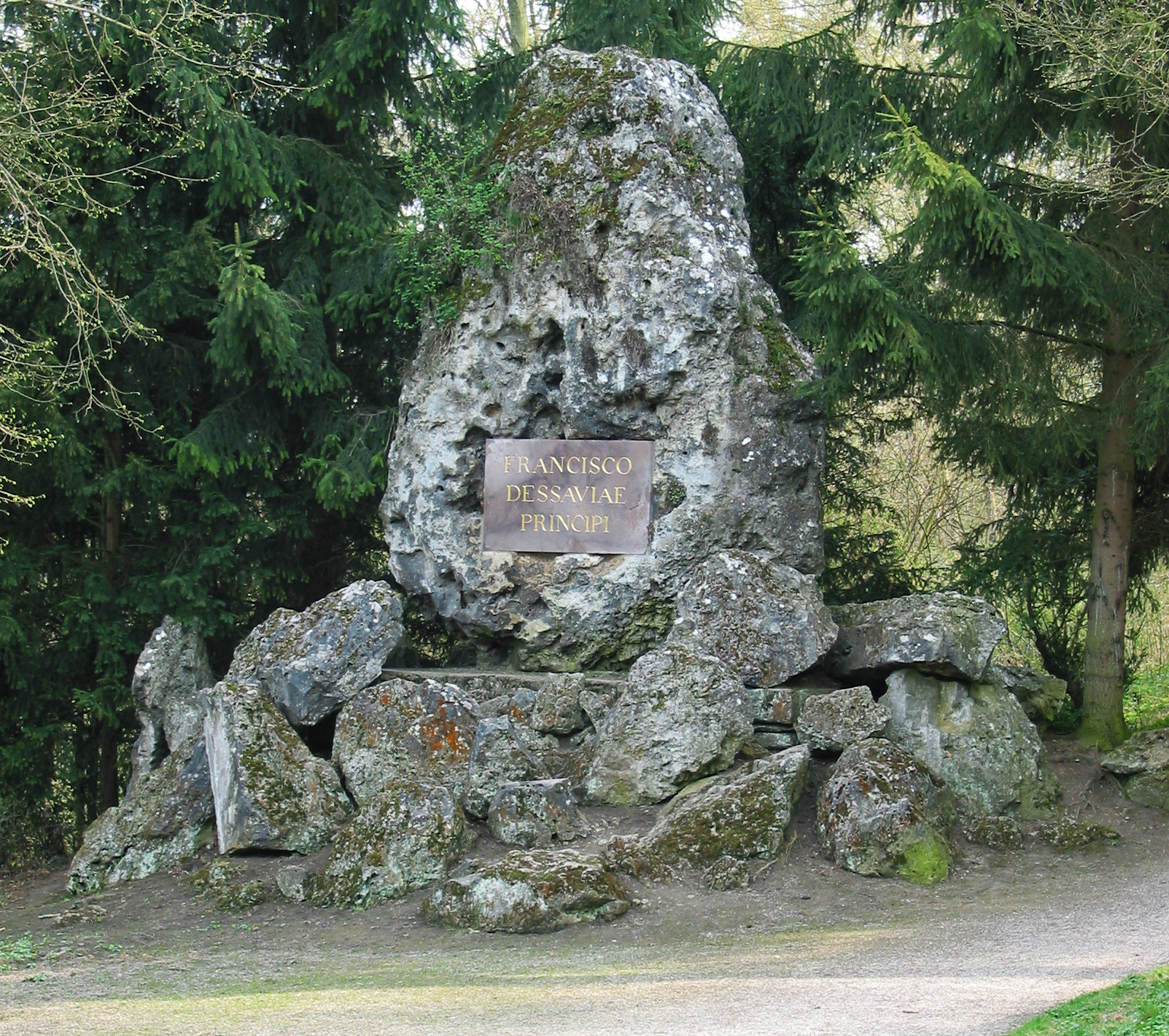
Dessauer Stein, 1782
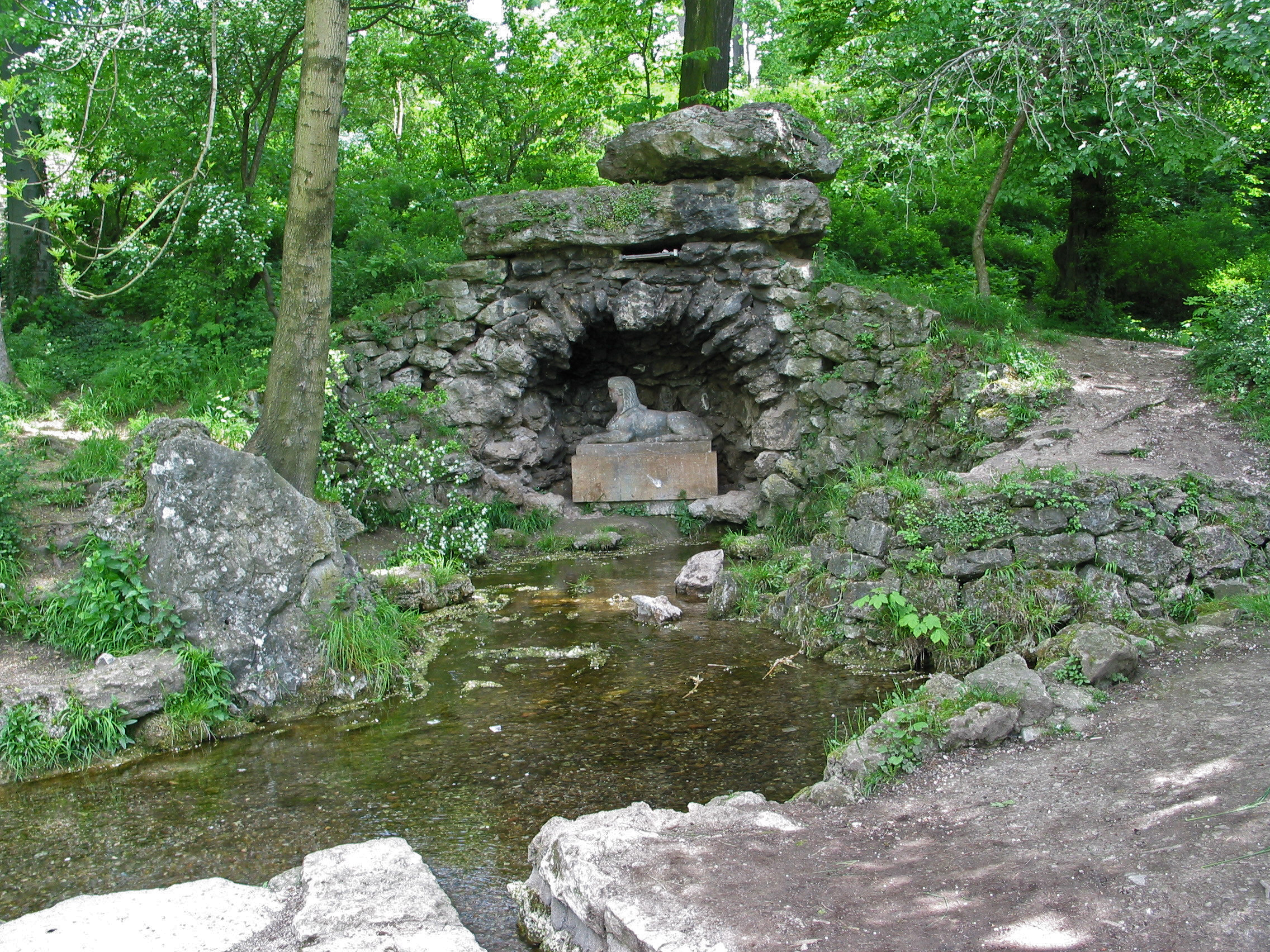
Sphinxgrotte, 1784–86
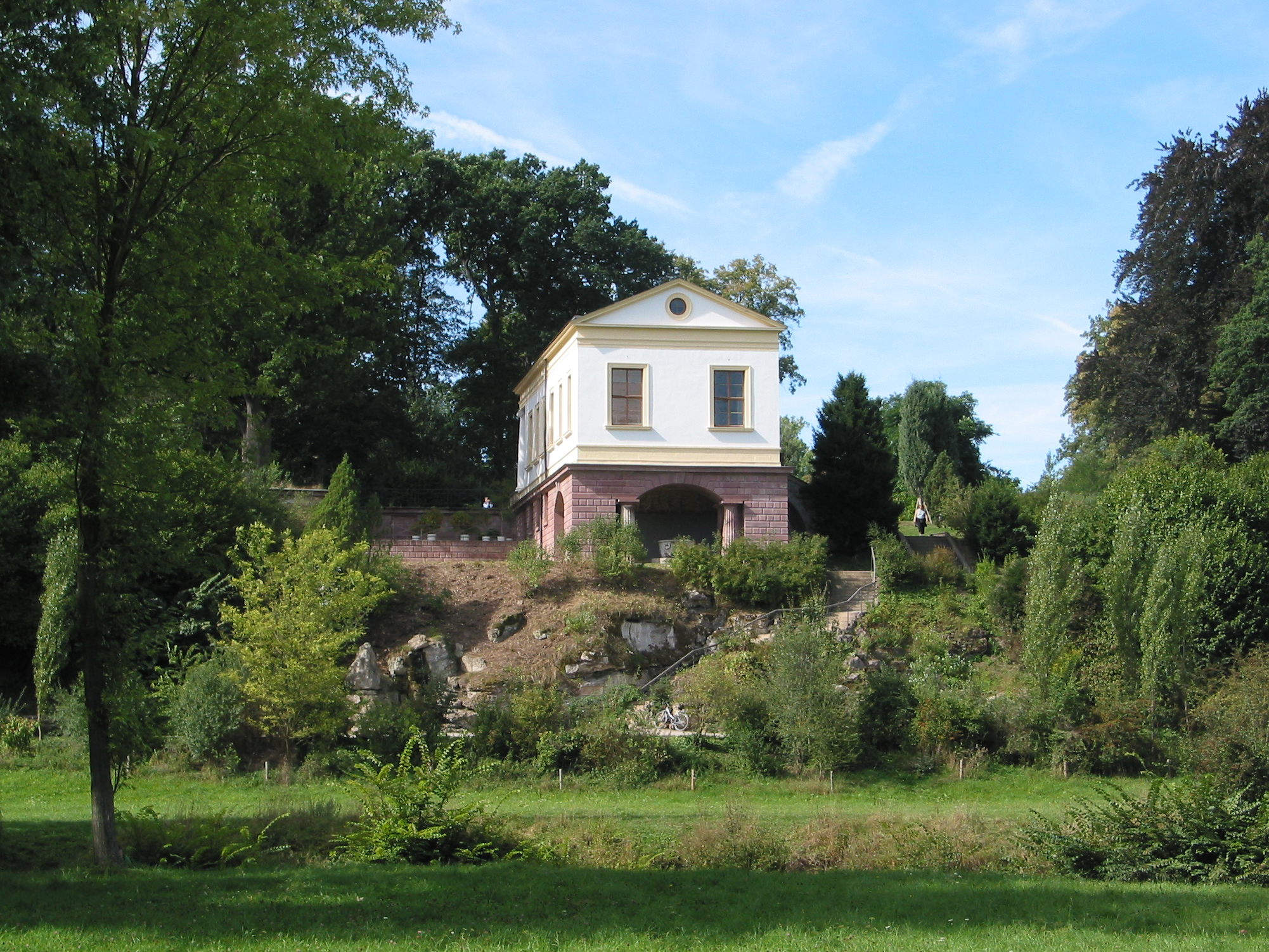
Roman House, 1791–98
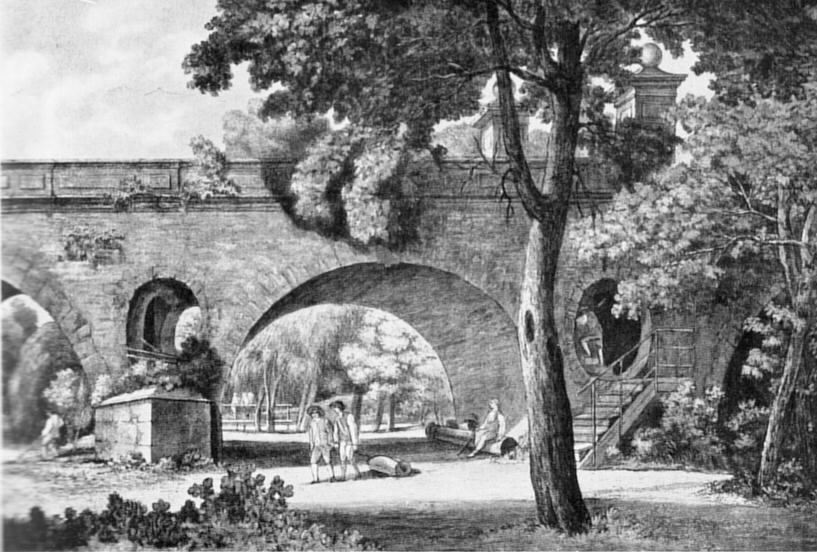
Sternbrücke
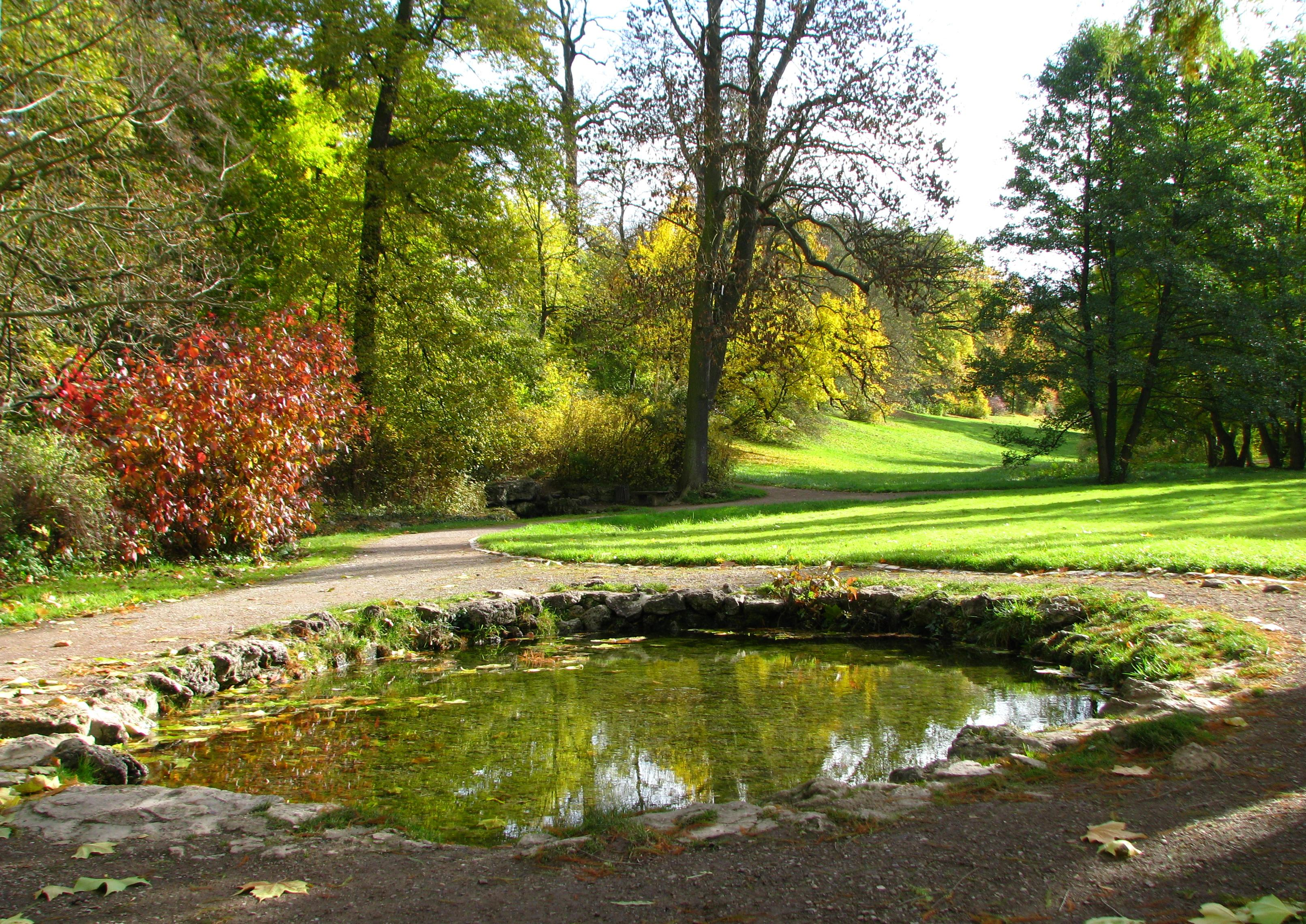
Ochsenauge, a Leutra source
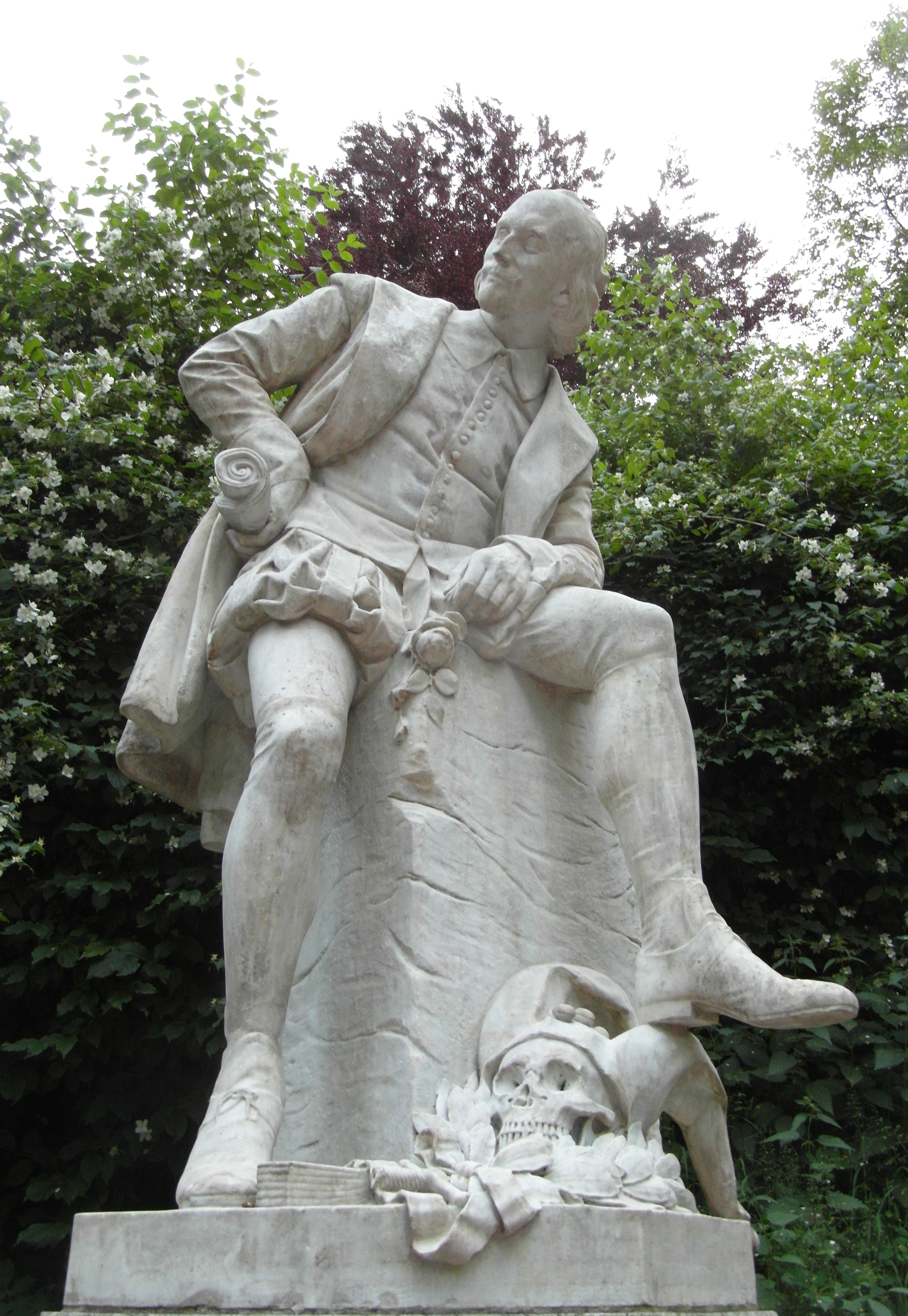
莎士比亚
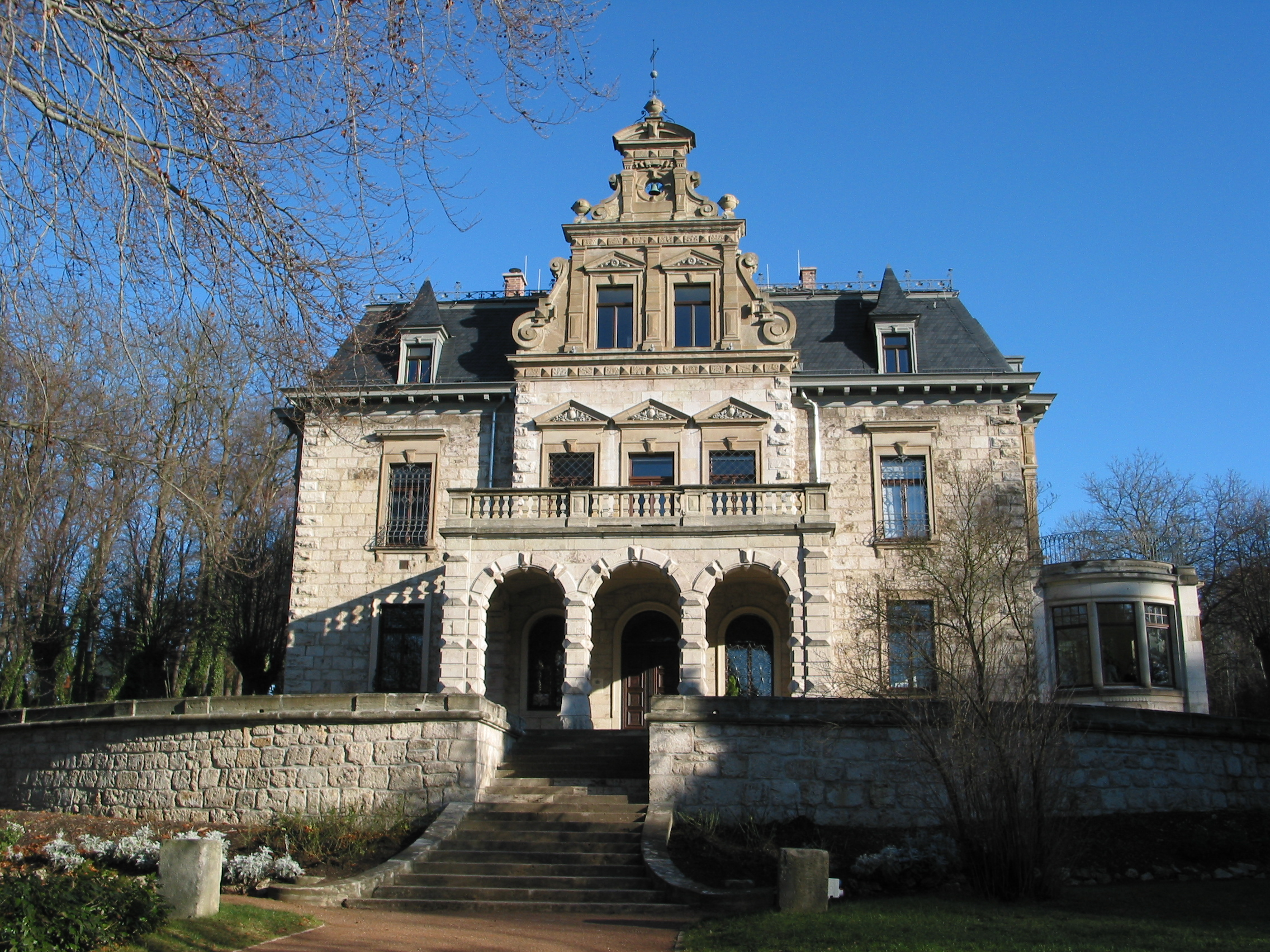
Villa Haar
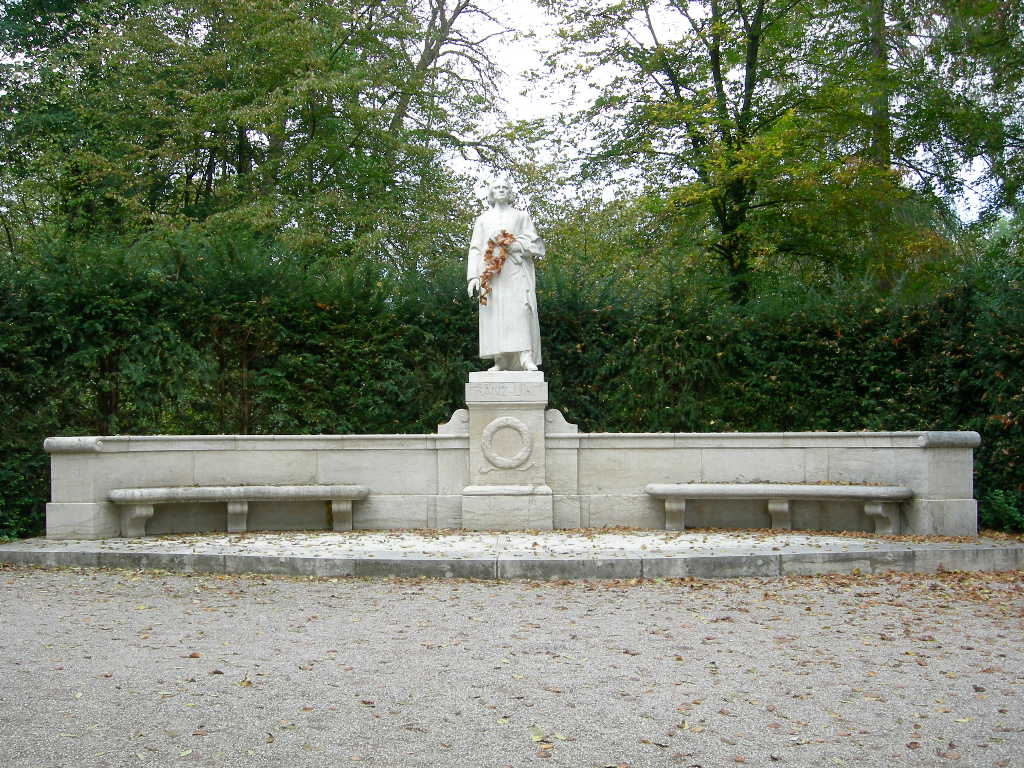
Liszt monument